# Lucia Recchia
 Lucia Recchia (Rovereto, 8 januari 1980) is een Italiaanse voormalige alpineskiester die was gespecialiseerd in de super G en de afdaling. Ze nam driemaal deel aan de Olympische Spelen en haalde hierbij geen medaille.

## Biografie
Lucia Recchia maakte haar debuut in de Wereldbeker alpineskiën in 1998 op de super G in Val-d'Isère. Op de Wereldkampioenschappen alpineskiën 2001 eindigde ze achtste op de afdaling. Ze behaalde geen overwinningen in een wereldbekerwedstrijd.
In 2005 behaalde ze een zilveren medaille op de super G op de Wereldkampioenschappen alpineskiën 2005 in Bormio.

## Resultaten

### Titels
- Italiaans kampioene super G - 2000, 2003
- Italiaans kampioene reuzenslalom - 2004

### Wereldkampioenschappen
| Jaar | Plaats                 | Resultaten               |
| ---- | ---------------------- | ------------------------ |
| 2001 | Sankt Anton am Arlberg | 8e Afdaling              |
| 2003 | Sankt Moritz           | 16e Super G DNF Afdaling |
| 2005 | Bormio                 | Super G                  |
| 2007 | Åre                    | 29e Afdaling DNF Super G |
| 2009 | Val d'Isère            | DNF Super G              |

### Olympische Spelen
| Jaar | Plaats         | Resultaten                  |
| ---- | -------------- | --------------------------- |
| 2002 | Salt Lake City | 15e Combinatie 24e Afdaling |
| 2006 | Vancouver      | 8e Super G 13e Afdaling     |
| 2010 | Vancouver      | 7e Super G 9e Afdaling      |

### Wereldbeker

#### Eindklasseringen
| Seizoen   | Algm | AD  | SG  | SC  |
| --------- | ---- | --- | --- | --- |
| 1998/1999 | 113e | 44e | -   | -   |
| 1999/2000 | 63e  | 23e | 50e | -   |
| 2000/2001 | 77e  | 46e | 36e | 13e |
| 2001/2002 | 58e  | 24e | 31e | -   |
| 2002/2003 | 69e  | 36e | 29e | -   |
| 2003/2004 | 50e  | 40e | 17e | -   |
| 2004/2005 | 25e  | 36e | 8e  | -   |
| 2005/2006 | 27e  | 14e | 24e | -   |
| 2006/2007 | 43e  | 29e | 21e | -   |
| 2008/2009 | 71e  | 35e | 31e | -   |
| 2009/2010 | 34e  | 15e | 20e | -   |
| 2010/2011 | 106e | -   | 36e | -   |
| 2011/2012 | 73e  | 25e | 46e | -   |